# Armando Casas Nóblega
Armando Antonio Casas Nóblega (Copacabana (Catamarca), 10 de mayo de 1916 - San Fernando del Valle de Catamarca, 25 de abril de 1994) fue un abogado y político argentino,  gobernador de la provincia de Catamarca entre 1952 y 1955.

## Biografía
Hijo de un productor rural y una maestra, vivió su infancia en su pequeño pueblo natal del oeste de la provincia de Catamarca, y luego se trasladó a la capital de la provincia para estudiar en el Colegio Nacional. Se recibió de abogado en la Universidad Nacional de Córdoba, donde también practicó básquet. De regreso a su provincia, trabajó en la administración pública y adhirió al Partido Conservador. En 1943 era Agente Fiscal de la provincia, y acusó judicialmente al gobernador Ernesto Andrada por malversación de fondos.
Durante la dictadura iniciada en junio de 1943, adhirió a la política social de Juan Domingo Perón, y fue uno de los fundadores del Partido Laborista de su provincia, siendo elegido diputado nacional. Apoyó la política del Partido Peronista y proyectó leyes para el desarrollo hídrico de las provincias del oeste, la construcción de caminos y de centros de turismo social.
En 1947 logró la sanción de la Ley 12.878, que promovía la beatificación y canonización de Fray Mamerto Esquiú.
En 1946 había sido, durante tres días, interventor federal de su provincia, al solo efecto de asegurar la sucesión del gobernador Pacífico Rodríguez en la persona del vicegobernador Juan León Córdoba. En 1948 se opuso a una nueva intervención federal de su provincia, y se convirtió en un firme opositor del gobernador —también peronista— Vicente Leonides Saadi. Sus denuncias contra éste convencieron al presidente Perón de intervenir una vez más a Catamarca para desplazar a Saadi, tras lo cual los partidarios de este lo persiguieron y agredieron reiteradamente.
Fue elegido gobernador de la provincia en el año 1952, asumiendo su cargo en el mes de junio. Su gestión —apoyada por su ministro de Obras Públicas Duilio Brunello— estuvo centrada en la infraestructura, especialmente en el desarrollo de los recursos hídricos y turísticos, y en la red vial: logró construir los diques de Ipizca, La Cañada (Ancasti) y La Paz; también desarrolló proyectos de aprovechamiento hídrico en las zonas de Tinogasta, Belén y Pomán.
En octubre de 1952 inauguró el Cine Teatro Catamarca, con una función de gala en que actuó el ballet del Teatro Colón, y creó el Instituto de la Tradición, que estuvo a cargo Manuel Acosta Villafañe. Creó la dirección de Turismo y concluyó las obras de las hosterías de Pomán, El Rodeo y Concepción. Instauró la Fiesta Nacional del Poncho en 1954.
Se realizaron importantes obras viales en los departamentos de Santa María, Tinogasta y Belén. También se realizaron algunas gestiones de desarrollo fiscal, tales como la reforma del Código Tributario provincial.
Era un ferviente católico, y el enfrentamiento de Perón con la Iglesia lo afectó personal y políticamente por lo que intento mediar. Consiguió un permiso especial del presidente Perón para realizar la procesión en honor de la Virgen del Valle.
Fue derrocado por el golpe de Estado de septiembre de 1955 y perseguido políticamente; como se había librado orden de capturarlo para acusarlo de traición a la Patria, se escondió de la policía durante tres años, viviendo en una pensión y vendiendo lapiceras y ojotas.
Favorecido por la amnistía de 1958, volvió a ejercer como abogado particular y volvió a actuar en política. Fue miembro de la Convención reformadora de la Constitución provincial en 1965. En 1974 fue interventor del Partido Justicialista de la provincia de Córdoba. Entre 1973 y 1976 fue secretario de Previsión Social y viceministro de Bienestar Social de la Nación.
Vivió sus últimos años dedicado a las actividades tradicionalistas y religiosas, y fue vicepresidente de la Hermandad Catamarqueña Devotos de Fray Mamerto Esquiú.
Tras una breve enfermedad, falleció en la capital catamarqueña en 1994.